# Hubert Heinelt
Hubert Heinelt (* 10. August 1952 in Wunstorf) ist ein Politikwissenschaftler.

## Leben
Hubert Heinelt schloss sein Studium der Politik- und Geschichtswissenschaft sowie der Soziologie 1977 mit dem 1. Staatsexamen für das Höhere Lehramt und der Magisterprüfung in Politik- und Geschichtswissenschaft an der Universität Hannover ab. Dort wurde er 1980 auch mit einer Arbeit zum Thema Arbeiterbewegung und Sozialpolitik promoviert und zehn Jahre später mit einer Arbeit zum Thema Frühverrentung als politischer Prozess habilitiert. Von 1983 bis 1997 war er wissenschaftlicher Mitarbeiter an der Universität Hannover und von 1997 bis 2018 hatte er am Institut für Politikwissenschaft der TU Darmstadt die Professor für Staatstätigkeit (Public Policy), Verwaltungswissenschaft und lokale Politikforschung inne. Seit 2012 ist er Advisory Professor der Tongji-Universität, Shanghai.
An der TU Darmstadt war er von April 2005 bis März 2009 Dekan und von Juni 2008 bis März 2011 zudem Studiendekan des Fachbereichs Gesellschafts- und Geschichtswissenschaften.
Neben Funktionen in verschiedenen wissenschaftlichen Zeitschriften und Mitherausgeber von Buchreihen war er unter anderem vom März 1996 bis Juni 2007 Sprecher des Arbeitskreises Lokale Politikforschung der Deutschen Vereinigung für Politische Wissenschaft, von Juli 1998 bis September 2015 Mitglied des Executive Committee der European Urban Research Association (EURA) und von September 2010 bis Juni 2013 deren Präsident, vom September 1998 bis zum Mai 2001 Vorstandsmitglied der Schader-Stiftung und von Mai 1999 bis Januar 2001 dessen Vorstandsvorsitzender, von April 2001 bis November 2005 und von April 2015 bis April 2021 Mitglied sowie von Oktober 2018 bis April 2021 Vorsitzender des Wissenschaftlichen Beirats des Leibniz-Instituts für Raumbezogene Sozialforschung (IRS) – bis 2016 Leibniz-Institut für Regionalentwicklung und Strukturplanung – und von November 2005 bis zum Oktober 2013 Mitglied des Senatsausschusses Evaluation der Leibniz-Gemeinschaft.

## Schriften (Auswahl)
- (zusammen mit Michael Weck): Arbeitsmarktpolitik – zwischen Vereinigungsdiskurs und Standortdebatte. Leske & Budrich, Opladen 1998.
- Hubert Heinelt, Panagiotis Getimis, Grigoris Kafkalas, Randall Smith und Erik Swyngedouw (Hrsg.): Participatory Governance in Multi-Level Context. Concepts and Experience. Leske & Budrich, Opladen 2002.
- Michael Haus, Hubert Heinelt und Murray Stewart (Hrsg.): Urban Governance and Democracy: Leadership and Community Involvement. Routledge, London/New York 2005.
- Hubert Heinelt und Daniel Kübler (Hrsg.): Metropolitan Governance. Capacity, Democracy and the Dynamics of Place (ECPR Series in European Political Science). Routledge, London/New York 2005.
- (zusammen mit Jochen Lang, Tanja Kopp-Malek und Bernd Reissert): Die Entwicklung der EU-Strukturfonds als kumulativer Politikprozess. Nomos Verlag, Baden-Baden 2005.
- Panagiotis Getimis, Hubert Heinelt und David Sweeting (Hrsg.): Legitimacy and Urban Governance. A cross-national comparative study. Routledge, London/New York 2006.
- Henry Bäck, Hubert Heinelt und Annick Magnier (Hrsg.): The European Mayor. The role and position of political leaders in European cities in transformation. VS Verlag für Sozialwissenschaften, Wiesbaden 2006.
- Demokratie jenseits des Staates. Partizipatives Regieren und Governance. Nomos Verlag, Baden-Baden 2008.
- Hubert Heinelt und Michèle Knodt (Hrsg.): Politikfelder im EU-Mehrebenensystem. Instrumente und Strategien europäischen Regierens. Nomos Verlag, Baden-Baden 2008.
- Governing Modern Societies. Towards participatory governance. Routledge, London/New York 2010.
- Hubert Heinelt, Eran Razin und Karsten Zimmermann (Hrsg.): Metropolitan Governance. Different Paths in Contrasting Contexts – Germany and Israel. Campus Verlag, Frankfurt/New York 2011.
- Xavier Bertrana und Hubert Heinelt (Hrsg.): The Second Tier of Local Government in Europe. Provinces, counties, départements and Landkreise in comparison. Routledge, London/New York 2011.
- Modernes Regieren in China. Nomos Verlag, Baden-Baden 2014.
- (zusammen mit Karsten Zimmermann)Metropolitan Governance in Deutschland. Das Regieren in Ballungsräumen als Paradebeispiel für neue Formen politischer Steuerung. VS Verlag für Sozialwissenschaften, Wiesbaden 2012.
- The Changing Context of Local Democracy: Role perception and behaviour of municipal councillors. Routledge, London/New York 2015.
- (zusammen mit Marlon Barbehön, Sybille Münch und Michael Haus): Städtische Problemdiskurse. Zur Rekonstruktion lokalpolitischer Sinnhorizonte im Städtevergleich. Nomos Verlag, Baden-Baden 2015.
- (zusammen mit Max-Christopher Krapp und Sylvia Pannowitsch): Wissenspolitik und politischer Wandel. Veränderung der deutschen und britischen Arbeitsmarktpolitik seit den 1990er Jahren. Nomos Verlag, Baden-Baden 2015.
- (zusammen mit Wolfram Lamping): Wissen und Entscheiden. Lokale Strategien gegen den Klimawandel in Frankfurt a.M., München und Stuttgart- Campus Verlag, Frankfurt/New York 2015.
- Governance und politisches Entscheiden. Zur intersubjektiven Erschließung der Grundlagen politischer Entscheidungen. Nomos Verlag, Baden-Baden 2016.
- Hubert Heinelt und Wolfram Lamping (Hrsg.): Policy Choice in Local Responses to Climate Change. A comparison of urban strategies. Routledge, London/New York 2016.
- Xavier Bertrana, Björn Egner und Hubert Heinelt (Hrsg.): Policy Making at the Second Tier of Local Government in Europe. What is happening in provinces, counties, départements and Landkreise in the on-going re-scaling of statehood? Routledge, London/New York 2016.
- Hubert Heinelt und Sybille Münch (Hrsg.): Handbook of European Policies: Interpretive approaches to the EU. Edgar Elgar, Cheltenham/Northampton 2018.
- Handbook on Participatory Governance. Edward Elgar, Cheltenham/Northampton 2018.
- Hubert Heinelt, Annick Magnier, Marcello Cabria und Herwig Reynaert (Hrsg.): Political Leaders and Changing Local Democracy – The European Mayor. Palgrave Macmillan, Basingstoke 2018.